# Pediobius facialis
Pediobius facialis är en stekelart som först beskrevs av Giraud 1863.  Pediobius facialis ingår i släktet Pediobius och familjen finglanssteklar. Arten är reproducerande i Sverige. Inga underarter finns listade i Catalogue of Life.